# Martina Warnes
Martina Warnes y García de Zúñiga fue una patriota argentina, esposa de Baltasar Unquera, marino español, héroe de las Invasiones Inglesas al Río de la Plata. Es considerada una de las Patricias Argentinas.

## Biografía
Martina Josefa Celestina Warnes nació en Buenos Aires, Virreinato del Río de la Plata, el 24 de noviembre de 1781, hija de Manuel Antonio Warnes, alguacil mayor del Santo Oficio y miembro del Cabildo de Buenos Aires cuyo padre era de origen irlandés y belga, y de Ana García de Zúñiga, hermana de Juan Francisco y Esteban.
El 28 de julio de 1805 contrajo matrimonio con el marino español Baltasar de Unquera, asignado al Apostadero de Montevideo al mando de la fragata Fuerte, de 26 cañones.
Tras el matrimonio siguió a su marido a la península, donde combatió en Trafalgar. De regreso en Montevideo, tras la reconquista de Buenos Aires en 1806 pasó a su ciudad natal, donde su esposo fue nombrado ayudante de Santiago de Liniers en la defensa de Buenos Aires durante la segunda invasión de 1807. 
El 5 de julio de 1807 Unquera fue enviado por Liniers como parlamentario a pedir la rendición de los ingleses refugiados en el Convento de Santo Domingo pero al aproximarse con bandera de parlamento fue herido de muerte por los británicos.
Al igual que sus hermanos Ignacio Warnes y Martín José Warnes, Martina adhirió a la Revolución de mayo de 1810.
Una de las decisiones adoptadas por el cabildo abierto del 25 de mayo de 1810 ordenaba a la Junta Gubernativa disponer el envío de una expedición a las provincias del interior con el objeto formal de asegurar la libertad en la elección de diputados que las representarían en el gobierno. Más allá de esa justificación por otra parte razonable, era preciso evitar con rapidez la formación y consolidación de núcleos contrarrevolucionarios y demostrar a los partidarios en el interior del movimiento emancipador que serían sostenidos con decisión y preservados en sus vidas y hacienda por el nuevo gobierno.
El primer objetivo de la Expedición Auxiliadora sería la provincia de Córdoba, donde se organizaba la resistencia alrededor del héroe de la reconquista Santiago de Liniers.

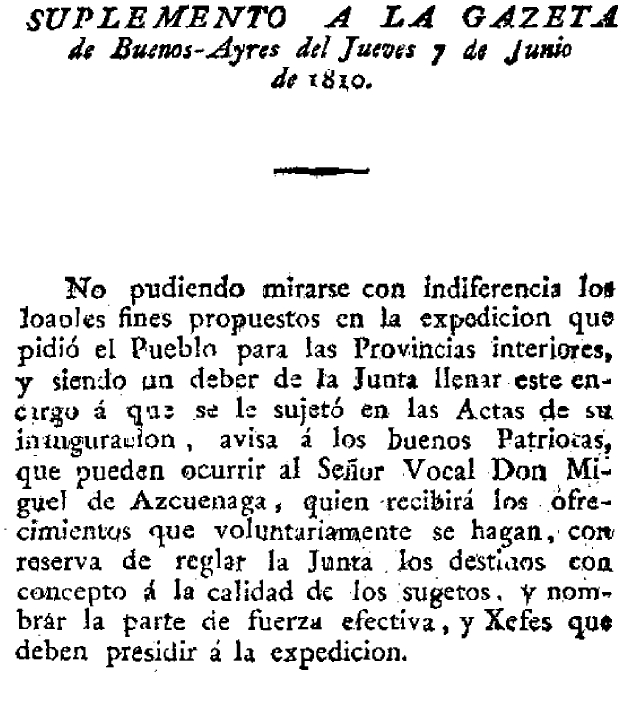
Resolución del 7 de junio de 1810.

El Cabildo del 25 de mayo había asignado recursos para organizar el nuevo ejército: los sueldos del Virrey Baltasar Hidalgo de Cisneros y de otros altos empleados de su administración. No obstante sea por resultar insuficientes o como medio para movilizar y comprometer a los vecinos con la causa se inició una suscripción pública. 
El 7 de junio la Gazeta de Buenos Aires publicó una resolución en los siguientes términos: "No pudiendo mirarse con indiferencia los loables fines propuestos en la expedición que pidió e pueblo para las provincias interiores, y siendo un deber de la Junta llenar este encargo  a que se le sujetó en las actas de su inauguración, avisa a los buenos patriotas que pueden concurrir al señor Vocal don Miguel de Azcuénaga, quien recibirá los ofrecimientos que voluntariamente se hagan, con reserva de reglar la Junta los destinos, con concepto a la calidad de los sujetos y nombrar la parte de fuerza efectiva y jefes que deben presidir la expedición".
Iniciada la suscripción para la también llamada "expedición de Unión de las Provincias interiores" Martina Warnes contribuyó con un anteojo de campaña de "sobresaliente calidad" y a través de su madre con 50 pesos fuertes.
Con esos donativos y los que se hicieron en varias provincias, un mes después la Junta pasaba revista en Monte Castro a más de mil hombres.
Falleció años después en España donde se había radicado.
Fue abuela del académico, periodista y escritor Antonio de Balbín de Unquera (1842-1919), Letrado del Consejo de Estado.